# غاليريا فاليريا
غاليريا فاليريا (باللاتينية: Galeria Valeria) هي إمبراطورة رومانية قرينة ولدت في سنة 266. كانت ابنة دقلديانوس من زوجته بريسكا. زوجها دقلديانوس لشريكه في الحكم الإمبراطور غاليريوس. حصلت على لقب أوغسطا في سنة 308. لم تنجب أي ابن من غاليريوس، فقبلت بتنبي ابن زوجها الغير الشرعي كانديديانوس. بعد وفاة غاليريوس في سنة 311 تعهد ليسينيوس ان تكون هي ووالدتها بريسكا تحت حمايته. هربن بعد ذلك إلى الإمبراطور ماكسيمينوس دايا والذي قبل بزواج ابنته من ابنها المتبنى كانديديانوس. اثناء تواجدها في سوريا عرض عليها الإمبراطور ماكسيمينوس الزواج بها، لكنها رفضت الزواج به ليقوم بحبسها هي ووالدتها وقام بتجريدها من ممتلكاتها. بعد وفاة ماكسيمينوس أمر ليسينيوس بإعدامهن فهربن نحو تسالونيك، ومن هناك حاولن الهروب إلى إيطاليا حيث يتواجد قسطنطين. لكن جنود الإمبراطور ليسينيوس كشفوهن وتم اعتقالهن وتم اعدامهن في ساحة عامة وثم تم رمي جثتيهن في البحر. على الرغم من قيام زوجها غاليريوس باضطهاد المسيحيين، إلا أن فاليريا كانت متعاطفة معهم.